# Eugène Camille Fitsch
Eugène Camille Fitsch, né le 24 septembre 1885 à Saint-Dié-des-Vosges[réf. nécessaire] et mort en 1972 à Brewster (Massachusetts), est un artiste peintre, décorateur de théâtre, aquafortiste, lithographe et enseignant américain d'origine française.

## Biographie
Eugène Camille Fitsch naît le 4 septembre 1885[réf. nécessaire] à Saint-Dié-des-Vosges,.
Il émigre aux États-Unis en 1913 et entreprend un apprentissage de relieur à la bibliothèque de la ville de Buffalo dans l'État de New York. Sa première formation artistique lui est dispensée à la galerie d'art Albright-Knox. Il obtient ensuite une bourse et poursuit ses études à la Art Students League of New York (ASL), où on peut citer parmi ses professeurs Joseph Pennell, Mahonri Mackintosh Young et Frank Vincent DuMond,. Fitsch est naturalisé citoyen américain, en 1921. Dès 1925, il enseigne la lithographie et la gravure à l'ASL. En 1936, avec William Gropper, Margaret Bourke-White, Louis Schanker et quelques autres, il fonde l'American Artists School, une école d'art indépendante et progressiste, où il enseigne le dessin et la composition picturale, dès 1938. Il réalise des décors pour les théâtres de Broadway et le Provincetown Playhouse. Parmi ses réalisations, on peut citer les décors de The Miracle, pour le Century Theatre en 1924 ; Love for Love à la Greenwich Village Playhouse en 1925 ; Mourning Becomes Electra, pour le Guild Theatre en 1932 ou encore The Eternal Road, pour la Manhattan Opera House en 1937. Fitsch travaille ensuite dans le Massachusetts, de 1930 à 1950, pour la Cape Playhouse de Dennis, le célèbre théâtre de la baie du cap Cod,.

## Expositions
La première exposition de Fitsch a lieu en 1923 à l'Académie américaine de design, ensuite, jusqu'en 1969 dans de nombreux lieux comme le National Arts Club, la Weyhe Gallery, le Brooklyn Museum, la Sesquicentennial Exposition de Philadelphie en 1926, la Bibliothèque nationale de Paris en 1928, le Victoria and Albert Museum en 1929, l'Art Institute of Chicago, le Metropolitan Museum of Art, le Radio City Music Hall, le Denver Art Museum, la New York Public Library, le Whitney Museum of American Art ou encore la Bibliothèque du Congrès en 1943.